# Anna Chtcherbakova
Anna Stanislavovna Chtcherbakova (en anglais : Anna Stanislavovna Shcherbakova ; en russe : Анна Станиславовна Щербакова) est une patineuse artistique russe née le 28 mars 2004 à Moscou. Elle est championne olympique en titre (2022), championne du monde (2021), championne d'Europe (2022) et trois fois championne de Russie (2019-2020-2021).

## Faits marquants
Pionnière dans sa discipline, elle fut la première femme à réussir un quadruple Lutz en compétition senior et deux quadruples Lutz dans un même programme. Elle a également été la première patineuse artistique à réussir un quadruple Flip en combinaison avec un triple saut, ainsi que la première à réussir deux sauts quadruple Flip dans un même programme. Elle a été la première championne olympique de patinage simple féminin à réaliser des quadruples sauts. Derrière le quadruple Axel à ce jour jamais réussi par une femme, le quadruple Lutz et le quadruple Flip sont parmi les trois sauts les plus difficiles du patinage artistique.
Shcherbakova est également médaillée d'argent aux Championnats d'Europe (2020), ainsi que médaillée d'argent à la finale du Grand Prix 2019. Elle remporte l'édition 2019 de Skate America, la Coupe de Chine (2019), le trophée de Lombardie (2019), les Internationaux de France (2021), et le Grand-Prix d'Italie (2021). En 2021, elle est aussi médaillée d'argent du Trophée de Budapest, et en 2022, après trois années consécutives couronnée d'Or, elle est médaillée d'argent au niveau national russe.
Au niveau junior, Shcherbakova a été médaillée d'argent des Championnats du monde juniors 2019, championne du JGP Slovaquie 2018, championne du JGP Canada 2018, championne du Festival olympique d'hiver de la jeunesse européenne 2019 et médaillée de bronze des Championnats nationaux juniors russes 2019.

## Famille et enfance
Anna Shcherbakova est née le 28 mars 2004 à Moscou. Issue d'une famille aisée, elle est la fille de Stanislav, un physicien et programmeur, et de Yulia, une géologue-cristallographe. Elle a deux sœurs, Inna, son ainée, et Yana, sa cadette. Très proche de ses parents, ceux-ci la soutiennent dès ses premiers pas dans la discipline. Tous deux l'accompagnent à la plupart de ses compétitions, et sa mère, qui a quitté son travail afin de conduire chaque matin Anna à la patinoire, assiste à la plupart de ses entraînements.
Ses parents étant tous deux universitaires, ils ont toujours accordé une grande importance à l'éducation scolaire de leur fille. Ils considéraient initialement le sport comme une activité annexe de la vie d'Anna. Cependant, au fur et à mesure des années, et réalisant l'importance grandissante du patinage dans sa vie, ils cherchent à trouver un juste équilibre entre les ambitions sportives de leur fille et son éducation. Malgré la contrainte des entraînements, les parents d'Anna insistent pour qu'elle assiste le plus possible aux cours et pour qu'elle rende ses devoirs dans les temps. Plus qu'une question d'éducation, sa mère souligne l'importance de l'école dans la socialisation de l'enfant.
En novembre 2013, lors de la saison de préparation des Jeux Olympiques d'hiver de 2014, Anna rejoint l'équipe d'Eteri Tutberidze. Elle s'y entraine notamment avec Yulia Lipnitskaya alors en pleine préparation pour les jeux. C'est à partir de ce moment, que ses parents indiquent se rendre compte non seulement de la volonté de leur fille de faire du patinage artistique sa profession, mais aussi des sacrifices que ce choix impliquera.

## Carrière
Inspirée par sa grande sœur Inna, Anna commence le patinage artistique à l'âge de trois ans et demi. Elle est entraînée par Oksana Bulycheva à la patinoire Khrustalnyi de l'école de sport de la réserve olympique n° 37 (rebaptisée plus tard "Sambo 70") à Moscou.
En novembre 2013, véritable tournant dans sa préparation, elle rejoint l’équipe de l'entraîneuse phare Eteri Tutberidze. Dans ce club qu'elle ne quittera jamais, elle s'entraînera notamment aux côtés de Yulia Lipnitskaya, Evgenia Medvedeva, Alina Zagitova, et deux de ses concurrentes directes : Alexandra Trusova, et Aliona Kostornaia. Plus tard, elle y côtoiera aussi sa compatriote Kamila Valieva.

### Saison 2017/2018

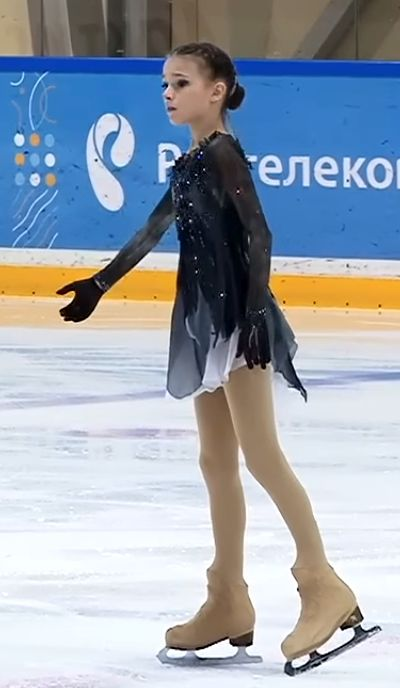
En février 2018.

En été 2017, à l'âge de 13 ans, alors en préparation de ses débuts au niveau junior international, Anna Chtcherbakova tombe sur une combinaison avec un triple boucle et se casse une jambe. La récupération est longue, et Anna doit se déplacer en béquilles pendant longtemps,,. En conséquence, elle rate la première moitié de la saison. En janvier 2018, à sa première participation au championnat de Russie junior, elle termine 13e,. Sa fracture, de l'avis de ses parents, représente un sérieux test, mais il ne fut jamais question pour Anna d'arrêter le patinage.

### Saison 2018/2019
Dans la seconde moitié de 2018, Chtcherbakova fait ses débuts internationaux en participant à la série du Grand Prix Junior de l'ISU. Elle remporte l'étape slovaque en août avec 205,39 points et l'étape canadienne en septembre avec 195,56 et se qualifie pour la finale à Vancouver en décembre. À Vancouver, elle tombe sur le quadruple lutz, le premier saut de son programme libre, et ne termine que 5e.
En octobre à Iochkar-Ola, lors la deuxième étape de la compétition nationale nommée la Coupe de Russie, Chtcherbakova devient la première femme au monde à réussir deux quadruple lutz durant un programme libre,.
Fin décembre 2018, à l'âge de 14 ans, elle participe à son premier championnat de Russie senior (adulte) et gagne avec 229,78 points. Après le programme court, elle n'est que 5e, mais se hisse à la première place avec un programme libre d'apparence très facile mais qui commence par un quadruple lutz.
Début février 2019, elle totalise 223,97 points au championnat de Russie junior et remporte le bronze derrière ses coéquipières Alexandra Troussova et Aliona Kostornaïa.
En février 2019, elle remporte une médaille d'or au Festival olympique d'hiver de la jeunesse européenne à Sarajevo avec 202,79 points.
En mars 2019, elle participe à son premier championnat du monde juniors et remporte l'argent avec 219,94 points, derrière Alexandra Troussova avec 222,89.

### Saison 2019/2020: les débuts en sénior

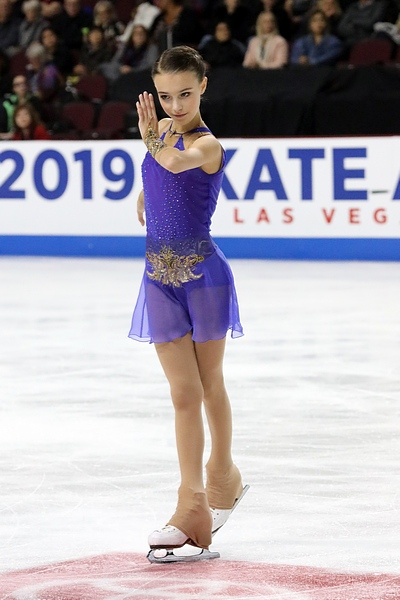
Pendant le programme libre du Skate America 2019.

Depuis la saison 2019/20, la jeune patineuse participe à des compétitions internationales seniors (adultes).
Elle commence la saison en septembre par une victoire (avec 218,20 points) à Bergame au Trophée de Lombardie, où elle arrive troisième (à cause d'un saut sous-tourné) au programme court et première au programme libre. Sa compatriote Elizaveta Tuktamysheva prend la deuxième place avec 214,38 points, et la Sud-Coréenne You Young (en) la troisième place avec 200,89 points.
En octobre au Skate America à Las Vegas elle devient la première femme au monde à réussir deux quadruple lutz durant un programme libre en compétitions internationales. Elle remporte cette étape du Grand Prix avec 227,76 points, puis la Coupe de Chine en novembre avec 226,04 points et se qualifie pour la finale du Grand Prix à Turin en décembre. À Turin, elle totalise 240,92 points et remporte la médaille d'argent. Aliona Kostornaïa prend la première place avec 247,59 points, et Alexandra Troussova la troisième avec 233,18 points.
Fin décembre, elle remporte son deuxième championnat de Russie avec 261,87 points.
En janvier 2019, elle participe à son premier championnat d'Europe et remporte l'argent avec 237,76 points (derrière Aliona Kostornaïa avec 240,81 et devant Alexandra Troussova avec 225,34 points).
Elle devait participer au championnat du monde senior (adulte) prévu du 16 au 22 mars à Montréal, mais cette année-là, le championnat a été reporté en raison de la pandémie de coronavirus, puis annulé.

### Saison 2020/2021
En décembre 2020, Anna Chtcherbakova remporte son troisième championnat de Russie consécutif (avec un total de 264,10 points, devant Kamila Valieva avec 254,01 et Alexandra Troussova avec 246,37). Son programme libre avec deux quadruple sauts parfaits — un lutz et un flip — est salué par la presse russe comme la meilleure performance féminine de tous les temps,,.
En mars 2021, à 16 ans, elle participe à son premier championnat du monde sénior et est sacrée championne du monde. Elizaveta Tuktamysheva prend l'argent avec 220,46 points et Alexandra Troussova prend le bronze avec 217,20 points. Dans le programme court, Chtcherbakova bat son record personnel pour les compétitions internationales ISU.
En avril, Anna Chtcherbakova fait ses débuts au championnat du monde par équipes et remporte la médaille d'or avec l'équipe nationale russe. Avec un score de 81,07 points pour le programme court et 241,65 au total, elle améliore une nouvelle fois ses records personnels internationaux.

### Saison 2021/2022: La consécration olympique
Le 6 novembre 2021, Anna Chtcherbakova remporte le Grand-Prix d'Italie 2021, à Turin. Cette compétition remplace la Coupe de Chine, initialement prévue à Chonqging en Chine, mais annulée et déplacée en Italie en raison de la pandémie de Covid-19. Elle est sacrée à Turin grâce à un programme libre réussi et battant son propre record avec un score de 236,78 points. Elle devance sa compatriote Maia Kromykh (en), qui s'entraîne aussi avec Eteri Tutberidze.
Le 20 novembre 2021, malgré une chute dans le programme libre, elle remporte le Trophée de France de patinage artistique, une compétition internationale du Grand Prix ISU. Elle comptabilise plus de 229,69 points et devance sa compatriote Aliona Kostornaïa, qui ne parvient pas à lancer son triple Axel.
Aux Championnats d'Europe de patinage artistique 2022 à Tallinn, Shcherbakova remporte initialement la médaille d'argent derrière sa compatriote Kamila Valieva. Toutefois, le 29 janvier 2024, le Tribunal Arbitral du sport (TAS) condamne Kamila Valieva dans l'affaire de dopage qui secoue le monde du patinage artistique depuis les  Jeux Olympiques d'hiver 2022 à Pékin (la culpabilité n'a pas été prouvée). En conséquence, la Fédération internationale de patinage artistique (ISU) annule tous les résultats obtenus par Valieva après son test positif (soit après le 25 décembre 2021). C'est ainsi que la médaille d'or des championnats Européen (2022) est finalement remise à Anna. 
Aux Jeux olympiques d'hiver de 2022 à Pékin, Shcherbakova remporte la médaille d'or et se place devant sa compatriote Alexandra Troussova avec 255,95 points. À la suite de l'agression russe en Ukraine, elle est la seule médaillée d'or olympique russe à refuser la traditionnelle invitation à rencontrer au Kremlin le président Poutine. 
Lors de la Channel One Cup 2022, une compétition nationale russe qui réunit chaque année les meilleurs patineurs du pays, Anna Chtcherbakova a remporté la compétition féminine avec un score 259,02 points. Elle a devancé Kamila Valieva. Cette compétition a été reprogrammée du 25 au 27 mars, en même temps que les championnats du monde de patinage artistique qui se sont déroulés à Montpellier, après la suspension des patineurs russes des compétitions internationales en raison de l'invasion russe en Ukraine,.
En août 2022, Anna Shcherbakova subi en Allemagne une intervention chirurgicale au genou pour une corne postérieure déchirée du ménisque. Bien que l'opération se soit déroulée avec succès, elle choisit de ne pas reprendre immédiatement la compétition, et est, depuis cette date, en retrait du patinage artistique compétitif.

## Récompenses honorifiques
En  août 2022, Anna reçoit l'Ordre de l'amitié.
En novembre 2023, Anna reçoit le prix Silver Doe (2022), une récompense sportive nationale annuelle décernée aux meilleurs entraîneurs et athlètes  de Russie, organisée par la Fédération des journalistes sportifs de Russie (FSJR). La cérémonie est organisée par le Comité olympique de Russie (ROC). Anna Shcherbakova est la seule femme parmi les dix lauréats de la catégorie "Meilleurs athlètes" du Silver Doe Award 2022.

## Activités hors du patinage compétitif
À la suite de son opération en août 2022, Anna choisi de ne pas reprendre immédiatement la compétition. Elle consacre son année à de nouvelles activités. À partir d'octobre 2022, elle présente notamment, en compagnie des champions olympiques Alexei Yagudin et Alina Zagitova, la neuvième saison de l'Age de glace diffusé sur Channel Un.
Très populaire en Chine, Anna est invitée en août 2023 par l'ancienne patineuse chinoise Chen Lu à participer en tant qu'invité d'honneur à quelques représentations. En janvier 2024, elle se rend à nouveau en Chine à l'occasion d'un festival Sino-Russe. Anna est aussi, à partir du 29 juin 2023, la nouvelle égérie en Russie de la marque Chinoise TCL.
Elle participe également à divers spectacles de patinage artistique, organisés notamment par Tatiana Navka.

## Palmarès
| Jeux olympiques d'hiver |         |         |         | 1re     |         |  |  |  |  |  |  |  |  |
| Championnats du monde |         | CA      | 1re     | CI      | CI      |  |  |  |  |  |  |  |  |
| Championnats d’Europe |         | 2e      | CA      | 1re     | CI      |  |  |  |  |  |  |  |  |
| Championnats de Russie | 1re     | 1re     | 1re     | 2e      | F       |  |  |  |  |  |  |  |  |
| Championnats du monde juniors | 2e      |         | CA      | CI      | CI      |  |  |  |  |  |  |  |  |
| |         |         |         |         |         |  |  |  |  |  |  |  |  |
| Grand Prix ISU | 2018/19 | 2019/20 | 2020/21 | 2021/22 | 2022/23 |  |  |  |  |  |  |  |  |
| Finale du Grand Prix |         | 2e      | CA      | CA      | CI      |  |  |  |  |  |  |  |  |
| Skate America |         | 1re     |         |         | CI      |  |  |  |  |  |  |  |  |
| Skate Canada |         |         | CA      |         | CI      |  |  |  |  |  |  |  |  |
| Coupe de Chine |         | 1re     |         | 1re,    | CI      |  |  |  |  |  |  |  |  |
| Trophée de France |         |         | CA      | 1re     | CI      |  |  |  |  |  |  |  |  |
| Coupe de Russie |         |         | F       |         | CI      |  |  |  |  |  |  |  |  |
| Trophée NHK |         |         |         |         | CI      |  |  |  |  |  |  |  |  |
| Légende : F = Forfait ; CA = Compétitions annulées à cause de la pandémie de Covid-19 ; CI = Championnats interdits aux athlètes russes |         |         |         |         |         |  |  |  |  |  |  |  |  |